# Escala Ludwig
La escala Ludwig trata de clasificar la alopecia androgenética femenina 
para establecer el grado de afectación y unificar criterios terapéuticos médicos y/o quirúrgicos. Existen muchas escalas como la de Ebling y Roock, la de Savin (apareció en la década de los años 90 y mide además del grado de calvicie, el afinamiento del cabello con un total de 9 estadios) o la de Ludwig. 
Esta última reduce los 7 grados y los distintos subtipos de la escala de alopecia androgenética masculina de Hamilton-Norwood presentando solamente 3 grados evolutivos y a día de hoy es la que se sigue de forma mayoritaria en todo el mundo

## Alopecia androgenética femenina
La alopecia androgenética femenina o FAGA (Female Androgenetic Alopecia) también es la causa más frecuente de pérdida de pelo al igual que en el hombre, ya que los folículos pilosebáceos susceptibles a los derivados androgénicos inician un proceso de miniaturización con una evolución lenta que hace adelgazar el cabello dejando claros en la zona afectada. Por regla general se desarrolla de forma más difusa que la calvicie masculina y aunque la distribución también es a nivel frontal y superior de la cabeza, se suele mantener la integridad de la primera línea, por lo que generalmente no hay entradas. Además se suele iniciar a edades más avanzadas a partir de los 30 años, su curso evolutivo es más lento y raramente progresa a fases tan avanzadas como la masculina.

## Estadios

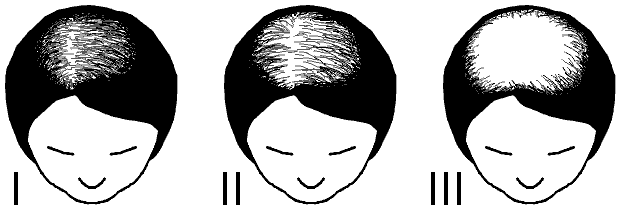
Escala Ludwig.

El Dr.Erich Ludwig clasificó pues la alopecia androgenética femenina únicamente en 3 estadios basados en la densidad del cabello y que nos da idea del grado de calvicie en la mujer. La razón que impulsó al doctor Ludwig en 1977 a crear un modelo particular para medir la alopecia femenina fue el incremento de diagnósticos de calvicie en mujeres, que hasta entonces se veía como algo muy poco frecuente. Para ello, se utilizan patrones gráficos que representan las progresivas pérdidas de cabello:
- GRADO I:

Se empieza a perder o a afinar el pelo en la zona anterior central. Se trata de una alopecia inicial y suave que se suele disimular bien con peinados adecuados. A este nivel contemplaríamos tratamientos preventivos como la loción de Minoxidil, tratamientos hormonales siempre y cuando estén indicados, Plasma Rico en Plaquetas, terapia láser de baja frecuencia (LLLT)…
- GRADO II:

La debilidad del cabello aumenta dando lugar a cabellos más finos y el área afectada aumenta hasta afectar ya a la zona superior de la cabeza. Se trata de una alopecia moderada en la que hay de forma visible menos cabellos y más finos en una zona más extensa. A este nivel, además de los tratamientos anteriores, ya nos podemos plantear también el Trasplante de Pelo.
- GRADO III:

Es el menos frecuente ya que es poco habitual llegar a este grado de alopecia extenso y severo que afecta ya a toda la zona superior e incluso la coronilla con una carencia muy evidente y con un pelo muy afinado y ralo. En este grado hay que valorar muy cuidadosamente el Trasplante de Pelo ya que suele haber un desequilibrio importante entre la zona donante y la receptora, por lo que las opciones de los tratamientos estéticos como las microfibras de queratina, los sistemas de integración capilar o las prótesis capilares serían las más viables.
Esta alopecia de patrón  femenino habitualmente afecta a las mujeres, pero también hay un pequeño porcentaje de hombres que la padecen; asimismo, también hay mujeres que sufren la alopecia del tipo masculino, pero en menor escala.